# Achraf Hakimi
Achraf Hakimi Mouh (arab. أشرف حكيمي; ur. 4 listopada 1998 w Madrycie) – marokański piłkarz, występujący na pozycji prawego obrońcy we francuskim klubie Paris Saint-Germain oraz w reprezentacji Maroka. Półfinalista Mistrzostw Świata 2022. Uczestnik Mistrzostw Świata 2018 .

## Kariera piłkarska

### Kariera klubowa
Achraf Hakimi karierę piłkarską rozpoczął jako sześciolatek w klubie Colonia Ofigevi. W 2006 roku dołączył do szkółki piłkarskiej Realu Madryt. W czerwcu 2016 roku zadebiutował na poziomie profesjonalnych rozgrywek w barwach pierwszej drużyny Realu Madryt, w przegranym 1:3 meczu International Champions Cup przeciwko Paris Saint-Germain. Niedługo później został przesunięty do rezerwowej drużyny Realu Madryt (Real Madryt Castilla) i w jej barwach 20 sierpnia 2016 roku zaliczył debiut w meczu Segunda División B z Realem Sociedad B, wygranym przez madrycki zespół 3:2. 25 września 2016 roku strzelił swojego pierwszego w karierze seniorskiego gola w zremisowanym 1:1 meczu z CF Fuenlabradą. 19 sierpnia 2017 roku został włączony do pierwszej drużyny Realu Madryt jako wsparcie Daniego Carvajala i Nacho. 1 października tego roku zadebiutował w rozgrywkach Primera División występem w wygranym 2:0 meczu z RCD Espanyolem. Wraz z Realem Madryt zwyciężył w rozgrywkach sezonu 2017/2018 Ligi Mistrzów, zostając tym samym pierwszym Marokańczykiem, który odniósł zwycięstwo w europejskim klubowym czempionacie.
11 lipca 2018 roku Real Madryt zdecydował się na dwuletnie wypożyczenie Hakimiego do Borussii Dortmund. Podczas gry w tym klubie dwukrotnie ustanowił rekord najszybszego piłkarza Bundesligi. Po raz pierwszy dokonał tego w grudniu 2019 roku w meczu z RB Leipzig, gdzie osiągnął prędkość 36,2 km/h, następnie w rozegranym w lutym 2020 roku spotkaniu z Unionem Berlin zmierzono mu prędkość 36,5 km/h.
2 lipca 2020 roku dołączył do włoskiego Interu Mediolan za 40 milionów euro, podpisując 5-letni kontrakt z tym zespołem. 26 września 2020 roku zadebiutował w barwach Interu wygranym 4:3 meczem Serie A z ACF Fiorentiną.
26 lipca 2021 roku przeszedł do francuskiego Paris Saint-Germain za 70 milionów euro, podpisując kontrakt do 30 czerwca 2026 roku. Jego debiut w tym klubie, i zarazem strzelenie dla niego pierwszego gola, miał miejsce 7 sierpnia 2021 roku w wygranym 2:1 meczu Ligue 1 z Troyes AC. 

### Kariera reprezentacyjna
Przez wzgląd na urodzenie i wychowanie się w Hiszpanii przy jednoczesnym posiadaniu marokańskich korzeni Achraf Hakimi był uprawniony do reprezentowania zarówno Hiszpanii jak i Maroka. Przygodę z reprezentacyjnym futbolem zaczął od występów w reprezentacji Maroka U-17. W późniejszych latach, dzięki dobrym występom na poziomach młodzieżowych w Realu Madryt, Hakimi dostał zaproszenie na zgrupowanie reprezentacji Hiszpanii U-19, z którego skorzystał, lecz po zakończeniu zgrupowania ostatecznie zdecydował o grze dla ojczyzny swoich rodziców. Mając na koncie występy w reprezentacji Maroka U-20, 5 czerwca 2016 roku zadebiutował w marokańskiej drużynie U-23 wygranym 1:0 meczem z Kamerunem. 11 października 2016 roku zaliczył natomiast pierwszy występ w seniorskiej reprezentacji Maroka, wchodząc z ławki rezerwowych w 67. minucie meczu z Kanadą, zakończonym zwycięstwem Maroka 4:0. 1 września 2017 roku strzelił swojego pierwszego gola dla seniorskiej reprezentacji Maroka, trafiając do siatki na 4:0 w meczu eliminacji Mistrzostw Świata w 2018 roku z Mali, ostatecznie wygranym przez Maroko 6:0.
W maju 2018 roku Hakimi został powołany do 26-osobowej kadry Maroka na Mistrzostwa Świata w Rosji. Na turnieju tym wystąpił we wszystkich trzech rozegranych tam przez Maroko meczach, nie strzelając ani jednej bramki. W 2019 roku znalazł się w składzie na Puchar Narodów Afryki w Egipcie, gdzie w czterech meczach nie strzelił ani jednego gola, zaś dwa lata później powołano go na Puchar Narodów Afryki w Kamerunie, na których w pięciu meczach strzelił dwa gole. 
W listopadzie 2022 roku otrzymał powołanie do 26-osobowej kadry na Mistrzostwa Świata w Katarze. Na mistrzostwach wystąpił we wszystkich siedmiu meczach, jakie Maroko tam rozegrało, i nie strzelił ani jednego gola, a jego drużyna zajęła 4. miejsce na mistrzostwach świata jako pierwsza z Afryki.

## Życie prywatne
Urodził się 4 listopada 1998 w Madrycie, w biednej rodzinie marokańskich imigrantów. Jego ojciec, Hasan Hakimi, był ulicznym sprzedawcą, zaś matka, Saida Mouh, zajmowała się sprzątaniem domów. Ma dwoje młodszego rodzeństwa: brata Nabila Hakimiego i siostrę Widad Hakimi.
Z wyznania jest muzułmaninem. Poza piłką nożną lubi też tenis.
W 2020 wziął ślub z Hibą Abouk, hiszpańską aktorką o libijsko-tunezyjskich korzeniach, którą poznał dwa lata wcześniej. Ma z nią dwóch synów: Amína (ur. 2020) i Naíma (ur. 2022). 27 marca 2023 Abouk poinformowała za pośrednictwem konta na Instagramie, iż para jest w separacji.

## Statystyki kariery
Aktualne na 23 czerwca 2025.
| Zespół                   | Sezon              | Liga | Liga | Puchar | Puchar | Europa | Europa | Pozostałe | Pozostałe | Łącznie | Łącznie |
| Zespół                   | Sezon              | M    | G    | M      | G      | M      | G      | M         | G         | M       | G       |
| ------------------------ | ------------------ | ---- | ---- | ------ | ------ | ------ | ------ | --------- | --------- | ------- | ------- |
| Real Madryt Castilla     | 2016/17            | 28   | 1    | –      | –      | –      | –      | –         | –         | 28      | 1       |
| Real Madryt              | 2017/18            | 9    | 2    | 5      | 0      | 2      | 0      | 1         | 0         | 17      | 2       |
| Borussia Dortmund (wyp.) | 2018/19            | 21   | 2    | 2      | 1      | 5      | 0      | –         | –         | 28      | 3       |
| Borussia Dortmund (wyp.) | 2019/20            | 33   | 5    | 3      | 0      | 8      | 4      | 1         | 0         | 45      | 9       |
| Łącznie                  | Łącznie            | 54   | 7    | 5      | 1      | 13     | 4      | 1         | 0         | 73      | 12      |
| Inter Mediolan           | 2020/21            | 37   | 7    | 3      | 0      | 5      | 0      | –         | –         | 45      | 7       |
| Paris Saint-Germain      | 2021/22            | 32   | 4    | 0      | 0      | 8      | 0      | 1         | 0         | 41      | 4       |
| Paris Saint-Germain      | 2022/23            | 28   | 5    | 2      | 0      | 8      | 0      | 1         | 0         | 39      | 5       |
| Paris Saint-Germain      | 2023/24            | 25   | 4    | 3      | 0      | 11     | 1      | 1         | 0         | 40      | 5       |
| Paris Saint-Germain      | 2024/25            | 25   | 4    | 5      | 1      | 17     | 4      | 3         | 0         | 50      | 9       |
| Łącznie                  | Łącznie            | 110  | 17   | 10     | 1      | 44     | 5      | 6         | 0         | 170     | 23      |
| Łącznie w karierze       | Łącznie w karierze | 238  | 34   | 23     | 2      | 64     | 9      | 8         | 0         | 333     | 45      |

## Sukcesy

### Real Madryt
- Superpuchar Hiszpanii: 2017
- Liga Mistrzów UEFA: 2017/2018
- Superpuchar Europy: 2017
- Klubowe Mistrzostwo Świata: 2017

### Borussia Dortmund
- Superpuchar Niemiec: 2019

### Inter Mediolan
- Mistrzostwo Włoch: 2020/2021

### Paris Saint-Germain
- Liga Mistrzów UEFA: 2024/2025
- Mistrzostwo Francji: 2021/2022, 2022/2023, 2023/2024, 2024/2025
- Puchar Francji w piłce nożnej: 2023/2024, 2024/2025
- Superpuchar Francji: 2022, 2023, 2024

### Wyróżnienia
- Młody piłkarz roku CAF: 2018
- Drużyna Roku według IFFHS: 2021[34][35], 2022[36]
- Drużyna sezonu Bundesligi: 2019/2020[37]
- Drużyna sezonu Serie A: 2020/2021[38]
- Jedenastka Roku FIFA FIFPro: 2022[39]